# John Woodroffe
Sir John George Woodroffe (bardziej znany pod pseudonimem jako Arthur Avalon) (1865–1936) – brytyjski adwokat i orientalista, urzędnik Sądu Najwyższego w Kalkucie w Indiach brytyjskich pod koniec XIX wieku,. Znany jest z publikacji dzieła Mahanirwanatantra,  wraz z autorskim przekładem z sanskrytu oraz wznawianych również współcześnie książek z zakresu tantryzmu hinduistycznego.

## Dzieła
- Shakti and Shakta, ISBN 81-85988-03-X. (1918)
- Principles of Tantra (2 vols) ISBN 81-85988-14-5.
- Kamakalavilasa
- Introduction to the Tantra Śāstra, ISBN 81-85988-11-0.
- Tantra of the Great Liberation (Mahānirvāna Tantra), ISBN 0-89744-023-4 (1913).
- Hymns to the Goddess (1913)
- Hymn to Kali: Karpuradi-Stotra
- The World as Power, ISBN 1-4067-7706-4.
- The Garland of Letters. ISBN 81-85988-12-9.
- Bharati Shakti: Essays and Addresses on Indian Culture
- India: Culture and Society
- Is India Civilized? Essays on Indian Culture
- The Serpent Power. ISBN 81-85988-05-6.

## Recepcja w Polsce
- Arthur Avalon: Joga Kundalini. Ścieżka poznania siebie. Marek Friman (tłum.). Wyd. 1. Poznań: Wydawnictwo Naukowe Brama, 2001, seria: Dzieje Gnozy (Tom 10). ISBN 83-914652-1-7. Brak numerów stron w książce